# Hellweger Anzeiger
Der Hellweger Anzeiger ist eine deutsche Tageszeitung, die im Zeitungsverlag Rubens GmbH & Co. KG mit Sitz in Unna in Nordrhein-Westfalen erscheint. Sie wird in den Städten Unna, Kamen, Bergkamen und Fröndenberg sowie der Gemeinde Holzwickede vertrieben. Die verkaufte Auflage beträgt mit der Westfälischen Rundschau zusammen 20.099 Exemplare, ein Minus von 41,2 Prozent seit 2013. Im Kreis Unna ist das Blatt die auflagenstärkste Tageszeitung.
Die Erstausgabe kam am 15. Februar 1845 auf den Markt; heute erscheint die Zeitung montags bis samstags mit einer gedruckten Ausgabe und einem digitalen Abbild als ePaper sowie sonntags mit einer Digitalausgabe im Zeitungsseitenformat, die ausschließlich im Abonnement erhältlich ist.

## Die Zeitung
Der Hellweger Anzeiger erscheint mit fünf Lokalausgaben, die in der Regel mit 32 beziehungsweise samstags 64 Seiten jeweils individuell auf die fünf Kommunen des Verbreitungsgebietes zugeschnitten sind. Die Lokalredaktionen arbeiten dezentral am jeweiligen Erscheinungsort. Im Verlagshaus in Kamen entsteht der Lokalsportteil für das gesamte Verbreitungsgebiet, am Verlagssitz in Unna produziert eine eigene Mantelredaktion die überregionalen Seiten der Ressorts Politik und Nachrichten, Wirtschaft, Kultur und Vermischtes inklusive der täglich erscheinenden Kindernachrichtenseite, die auch in den Ruhr Nachrichten erscheint. Die Seiten des Hauptsports bezieht der Verlag vom Medienhaus Lensing.

## Der Verlag
Der Zeitungsverlag Rubens mit Sitz in Unna beschäftigt insgesamt rund 130 Mitarbeiter und gibt neben dem Hellweger Anzeiger auch die Lokalausgaben Unna/Fröndenberg/Holzwickede und Kamen/Bergkamen der Westfälischen Rundschau heraus. Zudem ist die Verlegerfamilie Herausgeberin der Anzeigenblätter MonTakt und Sonntagskurier. Weitere Geschäftsfelder sind der Lohndruck von Tageszeitungen und Anzeigenblättern, die Örtlichen Telefonbücher, der lokale Rundfunk sowie das Digitalgeschäft.

## Digitale Angebote
Seit 2005 erscheint der Hellweger Anzeiger zusätzlich zur gedruckten Ausgabe auch als digitales ePaper im Zeitungsseitenformat. Seitdem entwickelte der Verlag das digitale Angebot fortlaufend weiter.
Im Jahr 2010 brachte der Verlag eine App für das iPad heraus, damit war der Hellweger Anzeiger als eine der ersten deutschen Lokalzeitungen mit einer digitalen Ausgabe auf dem Tablet vertreten. Seit 2011 ist die App für Smartphones und Tablets (iOS und Android) verfügbar.
Als erster deutscher Tageszeitungsverlag führte der Hellweger Anzeiger am 1. Dezember 2013 eine digitale Sonntagsausgabe im Zeitungsseitenformat als Bestandteil des Abonnements ein. Heute ist jeder zehnte Kunde Digitalabonnent.
Seit 2011 vermarktet der Verlag die gesamte digitale Produktfamilie unter der Marke „HAWR digital“. Das Angebot versorgt Abonnenten seitdem fortlaufend mit Lokalnachrichten aus dem Verbreitungsgebiet. Strategisch setzt der Verlag auf Bezahlinhalte, einen Teil des Angebots stellt die Redaktion kostenlos z. B. für die Verwendung in sozialen Netzwerken zur Verfügung. 
Ebenfalls im Jahr 2015 veröffentlichte der Verlag die „Juniorline“-App für iOs- und Android-Geräte, die aufbauend auf die täglich im Hellweger Anzeiger erscheinende Kindernachrichtenseite als kostenlose Nachrichten-App für die Zielgruppe der Acht- bis Zwölfjährigen vertrieben wird.

## Auszeichnungen
Jugendrehscheibe-Preis 2007 für das beste redaktionelle Angebot für Kinder in Deutschland
Special Mention Award 2012 „Public Service“ für die Mädchen-Mini-WM

## Geschichte

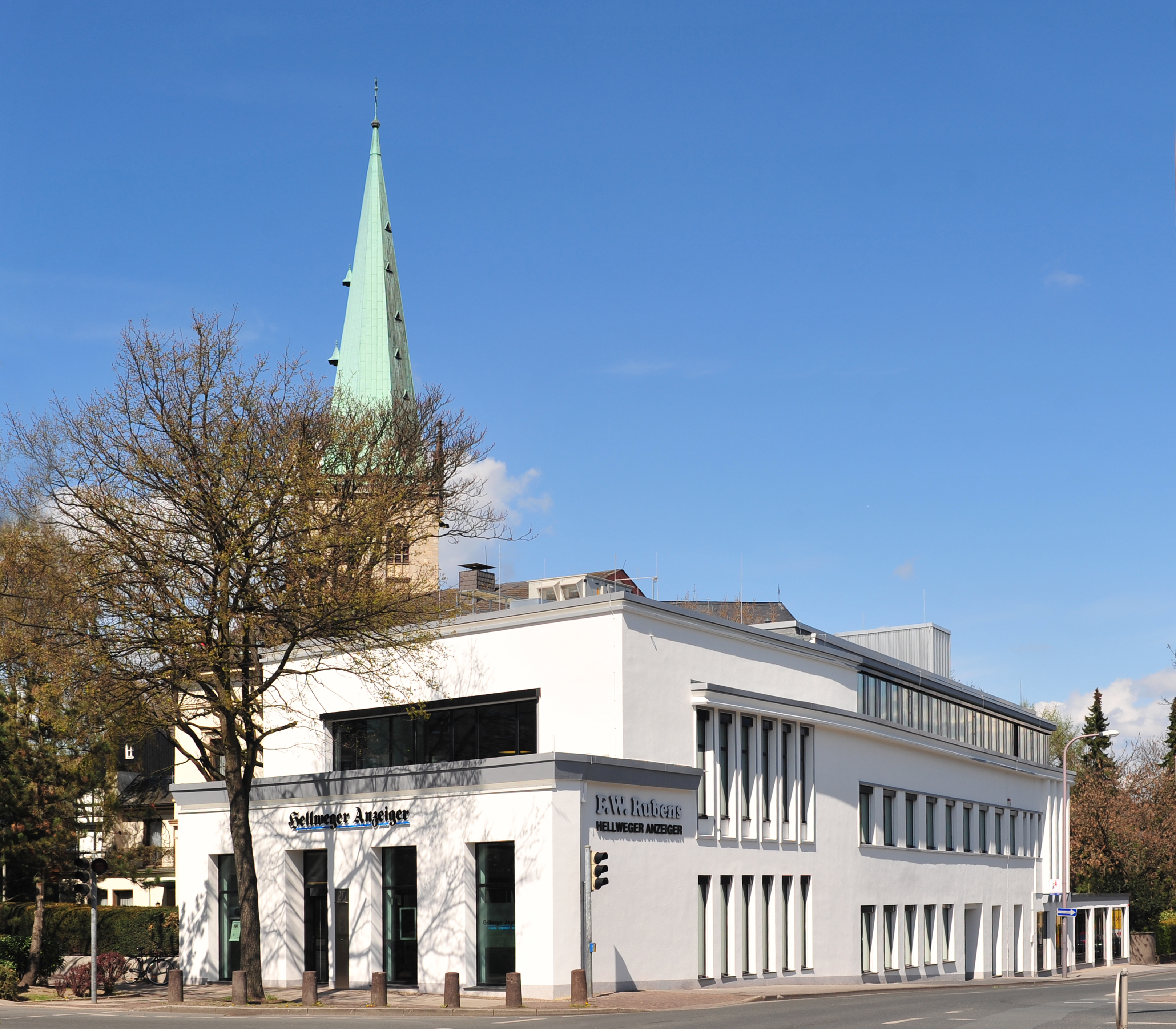
Verlagsgebäude des Hellweger Anzeigers in Unna

1845: Mit Erlaubnis der königlich- preußischen Regierung bringt Friedrich Wilhelm Rubens am 15. Februar erstmals den Hellweger Boten in der 5.000 Einwohner zählenden Stadt Unna sowie in den umliegenden Dörfern heraus. 
1848: Die Zeitung, die bis dahin einer strengen Zensur unterworfen war, darf erstmals auch über das politische Geschehen berichten. Der Hellweger Anzeiger vom 22. März trägt die Schlagzeile „Die Zensur ist aufgehoben!“
1877: Nach dem Tod des Gründers am 18. August wird seinem Sohn, dem zweiten Friedrich Wilhelm Rubens, die Leitung des Buchdruckerei- und Zeitungsbetriebes übertragen. Der Verlagssitz befindet sich in der Wasserstraße 7.
1903: Der Hellweger Anzeiger nimmt eine der ersten Setzmaschinen weltweit in Betrieb. Die Erscheinungsweise der Zeitung kann bei einem Umfang von zehn Seiten dadurch von drei auf sechs Tage pro Woche ausgebaut werden.
1906: In der Druckerei wird eine 16-seitige Rotationsmaschine aus dem Hause Koenig & Bauer installiert. Damit können 16 Zeitungsseiten in einem Durchgang bei einer Leistung von 12.000 Zeitungen pro Stunde gedruckt werden.
1916: Nach dem Tod des zweiten Friedrich Wilhelm Rubens wird der Sohn, der ebenfalls mit Vornamen Friedrich Wilhelm heißt, von der Front in Verdun zurückgerufen, um das väterliche Erbe in den Kriegswirren zu übernehmen.
1923: In der Inflationszeit wird unter strengster Polizeiüberwachung tagsüber und nachts neben der Zeitung Notgeld im Nennwert von Milliarden und Billionen in der Verlagsdruckerei an der Wasserstraße gedruckt.
1926: An der Wasserstraße 20 wird mit einer grundlegenden Erweiterung und Aufstockung des Verlagsgebäudes begonnen, um dem deutlich gestiegenen Platzbedarf für Mitarbeiter und Maschinen Rechnung zu tragen.
1929: In der Druckerei wird eine zeitgemäße 16-seitige Rotationsmaschine des Fabrikats Vomag aufgestellt. Darüber hinaus werden zur weiteren Automatisierung der Zeitungsproduktion moderne Linotype-Setzmaschinen installiert.
1933: Die Machthaber des Dritten Reiches führen die Zensur ein und schalten die Presse gleich. Auch der Hellweger Anzeiger ist davon betroffen und kann nicht mehr frei und überparteilich über die Geschehnisse berichten.
1945: Wegen der herannahenden Kriegsereignisse wird das Erscheinen der Zeitung am 7. April eingestellt. Am 11. April wird Unna von den Alliierten eingenommen. Der Hellweger Anzeiger darf vorerst nicht mehr erscheinen.
1946: Der Verlag Rubens gibt die Amtlichen Bekanntmachungen für den Kreis Unna heraus. Im Zuge des Drucks von Zeitschriften und Büchern namhafter Verlage aus ganz Deutschland wird die Druckerei weiter ausgebaut.
1949: Am 26. Oktober erscheint der Hellweger Anzeiger erstmals wieder als freie, unabhängige und überparteiliche Tageszeitung. Das Verbreitungsgebiet der Zeitung wird nach Norden auf Kamen und Bergkamen ausgeweitet.
1952: Zum Ausbau des überregionalen Anzeigengeschäfts wird eine Vermarktungseinheit mit dem Westfälischen Anzeiger in Hamm und dem Soester Anzeiger gegründet. Die Federführung der Kooperation liegt bei Rubens.
1953: Günter Rubens, Ur-Enkel des Gründers Friedrich Wilhelm Rubens, übernimmt zum 1. Januar die Leitung des Verlages. Die Auflage des Hellweger Anzeigers überschreitet erstmals die Zahl von 10.000 Exemplaren.
1962: Eine 32-seitige Rotationsanlage mit angeschlossenen Farbaggregaten, die ursprünglich im Dienst des Berliner Ullstein-Verlags stand, übernimmt den Druck des Hellweger Anzeigers.
1964: Aufgrund des gestiegenen Platzbedarfs und des Verlusts an Ladeflächen durch die Errichtung des Verkehrsrings wird der technische Betrieb in das Industriegebiet West an der Rudolf-Diesel-Straße verlagert (wo sich noch heute das Druckzentrum befindet).
1977: Als erste deutsche Tageszeitung führt der Hellweger Anzeiger ein elektronisches Satzsystem ein, das den alten Bleisatz ablöst. Auf der „DRUPA 77“ wurde das Harris-System vorher dem interessierten Fachpublikum vorgestellt.
1978: Am 1. September wird eine 32-seitige Offset-Rotation des Typs Express von Koenig & Bauer, mit der erstmals volle Vierfarbigkeit im Druck möglich wird, in Betrieb genommen. Es handelt sich dabei um die Premiere des Modells.
1995: Eine zum 150-jährigen Bestehen herausgegebene 68-seitige Jubiläumsbeilage im Vierfarbdruck enthält die Chronik der Verlagsgeschichte sowie Grußworte von Bundeskanzler Helmut Kohl und Ministerpräsident Johannes Rau.
1996: Im Juni wird eine neue Offset-Rotationsmaschine des Typs Journal aus dem Hause Koenig & Bauer in Unna in Betrieb genommen. Damit wird die Produktion von 16 Seiten im Vierfarbdruck in nur einem Durchgang möglich.
1997: Eine moderne Weiterverarbeitungsanlage von Ferag für die simultane Einsteckung von bis zu sechs Beilagen und den automatisierten Zeitungsversand schließt vorläufig die Großinvestitionen in der Druckerei Rubens ab.
2000: Mit Einführung des Verlagssystems Dialog endet die Epoche des Klebeumbruchs. Die gesamte Zeitung wird von nun an digital erstellt. Jeder Mitarbeiter des Hauses kann vom Arbeitsplatz aus alle Produktionsschritte verfolgen.
2003: Das vom Verlag Rubens neu entwickelte Wochenmagazin MonTakt wird kostenlos an über 90.000 Haushalte in Unna, Kamen, Bergkamen, Fröndenberg und Holzwickede verteilt.
2006: Als erste deutsche Tageszeitung führt der Hellweger Anzeiger am 25. April 2006 eine täglich erscheinende Kindernachrichtenseite ein.
2006: Nach nur zehn Jahren wird wieder eine neue Rotation aufgestellt. Das Modell Colora von Koenig & Bauer kann bei einer Druckgeschwindigkeit von über 30.000 Zeitungen pro Stunde 32 Seiten im vollen Vierfarbdruck produzieren.
2008: Im Januar erhält der Verlag Rubens den Jugenddrehscheibe-Preis für das beste redaktionelle Angebot für Kinder in Deutschland. Bereits seit 2006 erscheint der Hellweger Anzeiger als erste Tageszeitung mit einer täglichen Kinderseite.
2009: Der Verlag Rubens erwirbt das Wochenmagazin Sonntagskurier in Lünen. Nach einem optischen Relaunch erscheint der Titel im handlichen Tabloid-Format mit einer Auflage von über 90.000 Exemplaren im nördlichen Kreisgebiet.
2010: Als eine der ersten Tageszeitungen ist der Hellweger Anzeiger täglich mit einer digitalen Ausgabe auf dem iPad vertreten. Bereits nach kurzer Zeit wird das neue Angebot von zahlreichen Abonnenten genutzt.
2011: Nach einer grundlegenden Renovierung des Verlagshauses an der Wasserstraße können die Redaktion und alle Verlagsabteilungen unter einem Dach vereint werden. Die Zahl der Arbeitsplätze im Stammsitz erhöht sich auf 50.
2013: Im Mai kauft der Verlag die Ausgaben der Städte Unna, Fröndenberg, Holzwickede, Kamen und Bergkamen des vorherigen Wettbewerbers Westfälische Rundschau. Der Verlag führt die Westfälische Rundschau als eigenständigen Titel fort.
2013: Als erster deutscher Tageszeitungsverlag startet der Hellweger Anzeiger am 1. Dezember eine digitale Sonntagsausgabe im Zeitungsseitenformat als Bestandteil des Abonnements.
2015: Der Verlag baut die Redaktion zu einer Vollredaktion aus. Mit Ausnahme des Hauptsports, den der Hellweger Anzeiger vom Medienhaus Lensing bezieht, produziert die Redaktion am Standort Unna beginnend mit der Ausgabe zum 2. Januar auch sämtliche Mantelseiten selbst.

## Auflage
Von 2005 bis 2012 belief sich die Auflage des Hellweger Anzeigers auf rund 25.000 Exemplare. Seit dem dritten Quartal 2013 wird das Blatt gemeinsam mit der Westfälischen Rundschau in Unna und Kamen ausgewiesen. Die beiden Blätter haben wie die meisten deutschen Tageszeitungen in den vergangenen Jahren an Auflage eingebüßt. Die verkaufte Auflage ist seit 2013 um durchschnittlich 4,6 % pro Jahr gesunken. Im letzten Jahr lag die Abnahme bei 7 %. Sie beträgt gegenwärtig 20.099 Exemplare. Der Anteil der Abonnements an der verkauften Auflage liegt bei 89,8 Prozent.
| 1998 | 1999 | 2000 | 2001 | 2002 | 2003 | 2004 | 2005  | 2006  | 2007  | 2008  | 2009  | 2010  | 2011  | 2012  | 2013  | 2014  | 2015  | 2016  | 2017  | 2018  | 2019  | 2020  | 2021  | 2022  | 2023  | 2024  |
| ---- | ---- | ---- | ---- | ---- | ---- | ---- | ----- | ----- | ----- | ----- | ----- | ----- | ----- | ----- | ----- | ----- | ----- | ----- | ----- | ----- | ----- | ----- | ----- | ----- | ----- | ----- |
|      |      |      |      |      |      |      | 25982 | 25575 | 25658 | 24697 | 24437 | 24738 | 24798 | 25744 | 34182 | 33123 | 32202 | 31440 | 30021 | 28951 | 27573 | 26759 | 25707 | 23917 | 22028 | 20478 |

seit 2013 mit Westfälischer Rundschau in Unna und Kamen

## Verleger
- Friedrich Wilhelm Rubens (* 1814; † 1877)
- Friedrich Wilhelm Rubens (* 1852; † 1916)
- Friedrich Wilhelm Rubens (* 1880; † 1939)
- Friedhelm Rubens (* 1907; † 1944, vermisst)
- Günter Rubens (* 1918; † 2016)
- Hans-Christian Haarmann (* 1979)

## Chefredakteure
- Otto Kilger (1960–1978)
- Klaus Seifert (1978–2003)
- Volker Stennei (2003–2024)
- Matthias Langrock (seit 2024)[12]